# Regions Financial Corporation
Regions Financial Corporation, «Ри́дженс Файнэ́ншиэл Корпоре́йшн» — американская финансовая компания, базирующейся в Бирмингеме, штат Алабама. Компания предоставляет розничные и коммерческие банковские услуги. Услуги предоставляются через Regions Bank с сетью из 1428 отделений и 2028 банкомата. Входит в двадцатку крупнейших банков США.

## История
Regions Financial Corporation образовалась 13 июля 1971 года в результате слияния трёх алабамских банков: First National Bank (Монтгомери, открыт в 1871), Exchange Security Bank (Бирмингем, открыт в 1928) и First National Bank (Хантсвилл, открыт в 1856). Объединённая компания первоначально называлась First Alabama Bancshares и стала первой банковской холдинговой компанией в штате Алабама; банки в составе холдинга продолжали функционировать самостоятельно до 1981 года. В 1983 году в состав холдинга был включён единственный оставшийся крупный банк штата, Merchants National Bank.
С 1987 года компания начала расширять свою деятельность в другие штаты юго-востока США. К 1994 году она имела отделения в Джорджии, Теннесси, Луизиане, Южной Каролине, Арканзасе и Техасе; в связи с этим название компании было изменено на Regions Financial Corporation. В 2000 году за $789 млн была куплена инвестиционная компания Morgan Keegan & Co. Inc со штаб-квартирой в Мемфисе (Теннесси). 10 апреля 2002 года акции Regions Financial Corporation начали котироваться на Нью-Йоркской фондовой бирже под символом «RF». В 2004 году за $5,9 млрд был куплен Union Planters Bank, также в этом году была создана страховая дочерняя компания Regions Insurance Group. В 2006 году произошло слияние с AmSouth, сделавшее Regions восьмым крупнейшим банком США с более чем 2000 отделений.
Во время финансового кризиса 2008 года Regions получили заём от Казначейства США в размере $3,5 млрд, возвращённый в апреле 2012 года. Также в это время были поглощены два обанкротившихся банка в Джорджии, Integrity Bank (в августе 2008 года) и FirstBank Financial Services (в феврале 2009 года).
В 2018 году страховое подразделение было продано BB&T.

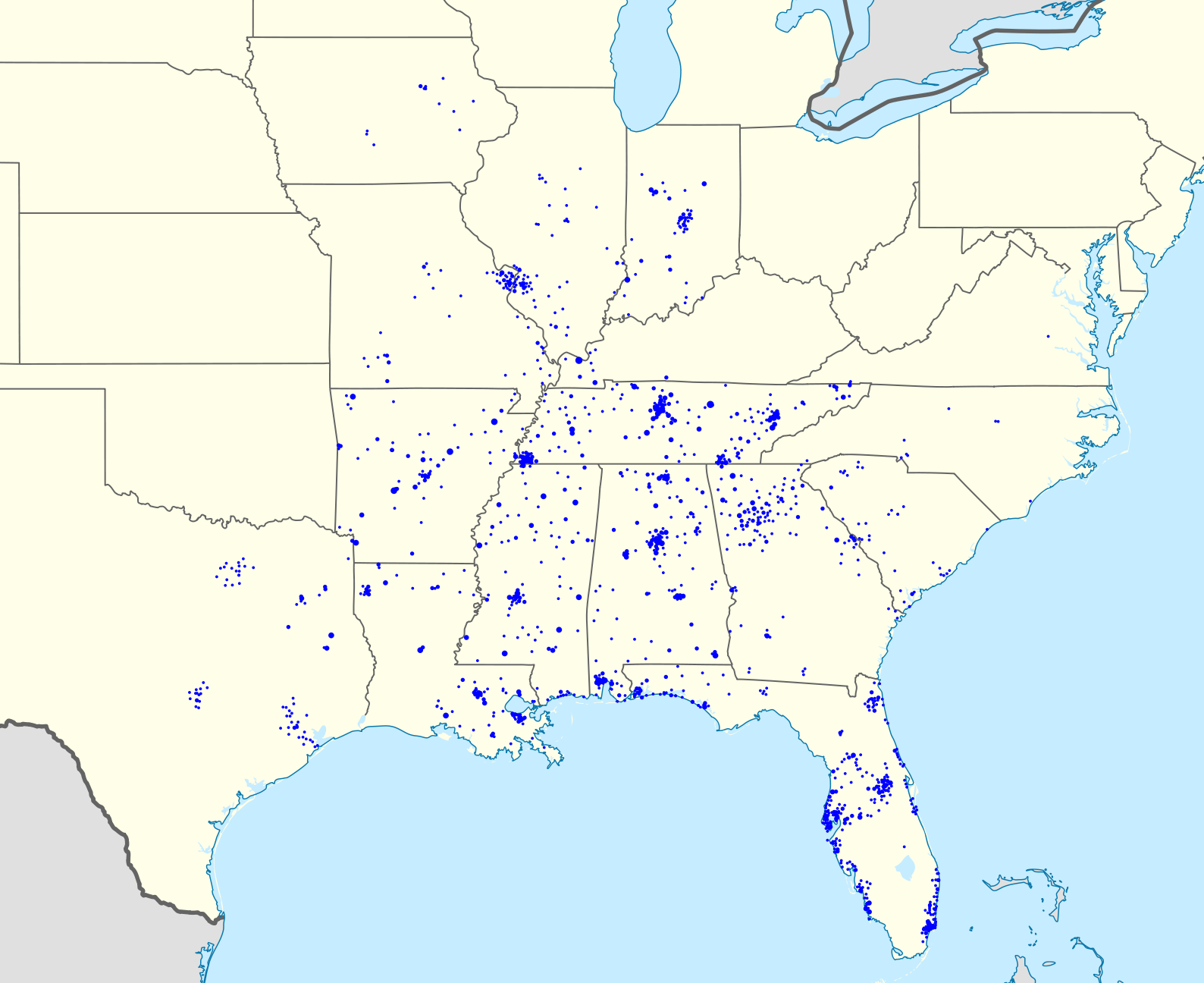
Корпоративный след Regions

## Деятельность
Regions Financial Corporation работает в юго-восточной части США, наибольшее количество отделений во Флориде (303), Теннесси (219), Алабаме (205), Миссисипи (122), Джорджия (114), Луизиана (96), Техас (90), Арканзас (79), Миссури (56), Индиане (52). На конец 2020 года активы компании составляли 147 млрд, из них на выданные кредиты пришлось 83 млрд; размер принятых депозитов составил 122 млрд.